# 宋相勲
宋 相勲（ソン・サンフン、韓国語：송상훈、1993年2月24日 - ）は、大韓民国のソウル特別市出身の元プロ野球選手（外野手）。

## 来歴・人物

### プロ入り前
小学2年から野球を始め、中学時代はソウル代表として活躍した。中学卒業後の2008年に来日し、福井工大福井高に留学し投手兼外野手を務める。投手としては制球難のため公式戦の登板はなかったが、2年秋には4番・右翼手としてレギュラーに定着し、チームの北信越大会4強入りに大きく貢献した。だが股関節などを痛めたため、治療に専念するために3年に進級する前の2010年2月に帰国。地元の信一高に通いながら治療を続けた。
2011年8月に行われた韓国プロ野球ドラフト会議にて、LGツインズより8位指名を受けたが、宋は日本のドラフト会議でも指名の対象になっており、また日本でのプレーを希望していることからLGへの入団を拒否。この年のプロ野球ドラフト会議において中日ドラゴンズが6位指名に踏み切り契約金1,500万円、年俸500万で入団した。背番号はこの年まで河原純一がつけていた60。同じような経緯で入団したチェン・ウェインの前例を踏襲し、通訳は付かない事になっている。なお、宋は日本の小・中・高校に通算3年以上在籍する条件を満たさないことから外国人枠扱いとなり、2014年までの3年間NPBに在籍すれば「ドラフト指名された外国人枠扱いの選手が、日本の学校（宋の場合は高校2年間）の在学期間とNPBの在籍年数の合計が5年以上の場合は、日本人選手として扱われる」の特例が初めて適用され日本人選手として扱われることになる。外国人枠扱いの選手がドラフトで指名されるのは2002年に同じ中日に指名された瀬間仲ノルベルト以来史上2人目。

### プロ入り後
2012年、新人選手の視力測定では、動体視力で高い数値を記録した。シーズン中はウエスタン・リーグの公式戦でも2試合登板機会があったが、投手としては成長に期待できないと判断されたことから（2軍投手コーチの今中慎二は「投手としては前進が感じられなかった」とコメントしている）、10月のフェニックス・リーグから野手に転向。それに伴い育成選手に切り替えるために11月2日にいったん自由契約となり、12月25日に育成選手として再契約した。
2013年オフ、育成選手の規約に基づき自由契約公示されたが、11月13日に育成選手として再契約した。
2014年、10月1日に球団から戦力外通告を受ける。10月31日、自由契約公示された。

### 引退後
2015年より、埼玉県に本拠地を置く、社会人野球のクラブチーム・新波に所属が決まっていたが、兵役義務の為韓国に帰国することとなった。その後カトリック関東大学校へ進学し、2016年8月、他の選手とともに海外派（海外進出選手）トライアウトを受検するも、どの球団からも声はかからずプロ野球選手としては引退状態にある。

## 詳細情報

### 年度別打撃成績
- 一軍公式戦出場なし

### 背番号
- 60 （2012年）
- 201 （2013年 - 2014年）